# Пареши
Пареши или Пареше (на македонска литературна норма: Пареши) е село в Северна Македония, в Община Вапа (Център Жупа).

## География
Селото е разположено в областта Жупа в северозападните склонове на планината Стогово.

## История
В XIX век Пареши е българско село в Дебърска каза на Османската империя. В „Етнография на вилаетите Адрианопол, Монастир и Салоника“, издадена в Константинопол в 1878 година и отразяваща статистиката на населението от 1873 година, Пареше е посочено като село с 10 домакинства, като жителите му са 26 българи.
Според статистиката на Васил Кънчов („Македония. Етнография и статистика“) в 1900 Пареши има 120 жители българи християни.
На Етнографската карта на Битолския вилает на Картографския институт в София от 1901 година Пареши е чисто българско село в Дебърската каза на Дебърския санджак с 30 къщи.
Цялото християнско население на селото е под върховенството на Българската екзархия. По данни на секретаря на екзархията Димитър Мишев („La Macédoine et sa Population Chrétienne“) в 1905 година в Пареше има 240 българи екзархисти.
Според статистика на вестник „Дебърски глас“ в 1911 година в Пареши има 20 български екзархийски.
На 12 март 1910 година е поставен основният камък на църквата „Свети Димитър“ в Пареши в присъствието на архиерейския наместник в Дебър иконом Търпе Симоновски, иконом Стефан и свещениците Арсо, Блаже и Серафим. Основен ктитор на църквата е Димитър Спасов, който дарява 20 наполеона.
При избухването на Балканската война в 1912 година 19 души от Пареши са доброволци в Македоно-одринското опълчение.
В 1915 година, по време на Първата световна война, селото е анексирано от Царство България. Към 1 март 1916 година Пареши е център на Парешката община на българската Дебърска околия.
Според преброяването от 2002 година селото е без жители.

## Личности
Родени в Пареши
- Ангел Арсенов, македоно-одрински опълченец, 30-годишен, зидар, I клас, 3 рота на 1 дебърска дружина[10]
- Кирил Велев (Вельов) Кузманов, македоно-одрински опълченец, 24-годишен, 1 рота на 1 дебърска дружина[11] Носител на орден „За храброст“ III степен от Първата световна война.[12]
- Кръстьо Спасов (1854 - 1914), български търговец и общественик, председател на Дебърската дружба в София[13]
- Нестор Спасов Димитров, македоно-одрински опълченец, 20-годишен, 3 рота на 1 дебърска дружина[11] Носител на орден „За храброст“ III степен от Първата световна война.[12]
- Филип Петков, български революционер, четник на ВМОРО.